# Jean Van Gool
Jean Van Gool est un footballeur français, né le 28 janvier 1931 à Marquette (aujourd'hui Marquette-lez-Lille) et mort le 13 juillet 1986 à Lille.
Il mesurait 1,81 m et pesait 77 kg. Il évoluait au poste de gardien de but.

## Clubs
- 1954-1955 :  Lille OSC (D1) : 10 matchs[2]
- 1955-1956 :  Lille OSC (D1) : 34 matchs
- 1956-1957 :  Lille OSC (D2) : 36 matchs
- 1957-1958 :  Lille OSC (D1) : 11 matchs
- 1958-1959 :  Lille OSC (D1) : 17 matchs
- 1959-1960 :  Lille OSC (D2) : 16 matchs
- 1960-1961 :  Lille OSC (D2) : 33 matchs
- 1961-1962 :  Lille OSC (D2) : 12 matchs
- 1962-1963 :  Lille OSC (D2) : 32 matchs
- 1963-1964 :  Lille OSC (D2) : 2 matchs
- 1964-1965 :  Lille OSC : pas de matchs en équipe première
- 1965-1966 :  Lille OSC (D1) : 3 matchs
- 1966-1967 :  Lille OSC : pas de matchs en équipe première
- 1967-1968 :  Lille OSC (D1) : 2 matchs

## Palmarès
- Vainqueur de la coupe de France en 1955 avec le Lille OSC
- Champion de France de D2 en 1964 avec le Lille OSC
- Finaliste de la coupe Charles Drago en 1956 avec le Lille OSC